# Madaurus
Madaurus (łac. Dioecesis Madaurensis) – stolica historycznej diecezji w Cesarstwie Rzymskim w prowincji Numidia.  Obecnie katolickie biskupstwo tytularne położone w Algierii.  

## Biskupi tytularni
| L.p. | Biskup                                 | Funkcja                                         | Od                   | Do                   | Uwagi                              |
| ---- | -------------------------------------- | ----------------------------------------------- | -------------------- | -------------------- | ---------------------------------- |
| 1.   | Ismaele Puirredón                      | biskup senior Puno (Peru)                       | 29 listopada 1911    | 11 listopada 1916    |                                    |
| 2.   | Ignace-Marie Le Ruzic                  | biskup senior Les Cayes (Haiti)                 | 1 sierpnia 1919      | 11 lipca 1935        |                                    |
| 3.   | León Bonaventura de Uriarte Bengoa OFM | wikariusz apostolski Ucayali (Peru)             | 10 lipca 1940        | 19 lipca 1970        |                                    |
| 4.   | Janusz Bolonek                         | pronuncjusz apostolski Wybrzeża Kości Słoniowej | 25 września 1989     | 2 marca 2016         |                                    |
| 5.   | Oscar Efraín Tamez Villarreal          | biskup pomocniczy Monterrey (Meksyk)            | 31 października 2016 | 23 września 2021     | mianowany biskupem Ciudad Victoria |
| 6.   | Timothy Norton SVD                     | biskup pomocniczy Brisbane (Australia)          | 11 listopada 2021    | 14 października 2024 | mianowany biskupem Broome          |
| 7.   | Thinh Xuan Nguyen                      | biskup pomocniczy Melbourne (Australia)         | 8 listopada 2024     |                      |                                    |